# موزه (مجموعه پویانمایی)
موزه یک پویانمایی عروسکی به صورت استاپ‌موشن ۳ فصلی محصول ایران است.بهروز یغمائیان کارگردان این پویانمایی می‌باشد.